# ليزي كروزييه فرينش
كانت مارغريت إليزابيث كروزييه فرينش (7 مايو 1851- 14 مايو 1926) مدرّسة أمريكية ومناصرة لحق المرأة بالتصويت وناشطة في مجال الإصلاح الاجتماعي. كانت إحدى القادة الأساسيين في الضغط من أجل حقوق المرأة في تينيسي في بداية القرن العشرين، وساعدت الولاية على أن تصير الولاية السادسة والثلاثين التي تصدق على التعديل التاسع عشر لدستور الولايات المتحدة، والذي يمنح المرأة الحق في التصويت، في 1920. أسست أيضًا دائرة أوسولي، أقدم نادٍ نسائي موحد في الجنوب، وقادت الجهود من أجل التعليم المختلط في جامعة تينيسي.

## سيرتها

### نشأتها
وُلدت ليزي كروزييه في نوكسفيل بتينيسي عام 1851، إحدى خمس بنات لجون إتش. كروزييه وماري ويليام كروزييه. كان والدها سياسيًا شغل كرسيًا في مجلس نواب تينيسي من 1837 حتى 1939، ممثلًا مقاطعة كنوكس، ومثل دائرة تينيسي المؤتمرية الثالثة في مجلس النواب الأمريكي من 1845 حتى 1849. نشأت ليزي كروزييه في منزل مليء بالكتب وتلقت تعليمها في دير الزيارة بجورجتاون، ولاحقًا في مدرسة الأسقفية الخاصة للشابات في كولومبيا بتينيسي.
نظرًا إلى أن جون إتش. كروزييه كان مناصرًا للكونفدرالية، أُجبرت عائلة كروزييه على الانتقال عدة مرات في خلال الحرب الأهلية للهرب من زحف قوات الاتحاد، لكنها عادت إلى نوكسفيل في 1867. نحو عام 1870، لعبت ليزي كروزييه إلى جانب الأديبة المستقبلية فرانسيس هودسون برنيت دور البطولة في عرض أداء لمسرحية تمسكنت فتمكنت. في 1872، تزوجت من ويليام باكستر فرينش، محاسب الزبائن لدى عملاق البيع بالجملة كوان وماكلونغ وشركاهما. توفي زوجها بعد 18 شهرًا فقط من زواجهما، ولم تتزوج بعده. أنجب الزوجان طفلًا واحدًا، وهو صبي سمياه ويليام ويليامز فرينش.

### عملها المبكر في التعليم
لشغفها بالتعليم، سافرت فرينش على نطاق واسع لتحضر ندوات ودروس في جميع أرجاء البلاد. في أكتوبر 1885، وبمساعدة أخواتها، أعادت افتتاح معهد شرق تينيسي للنساء، الذي ساعد جدها في تأسيسه في عشرينيات القرت التاسع عشر، لكنه أُغلق منذ الحرب الأهلية. شددت على التحدث أمام الجمهور، ونشرت دليل الخطابة لطلابها في 1887. شغلت منصب مديرة المدرسة حتى 1890، وقتما انتهى عقد إيجار المبنى، وقررت التركيز على النشاط السياسي.
في نوفمبر 1885، استهلت فرينش تأسيس دائرة أوسولي، والتي كانت أول نادٍ نسائي في تينيسي وصارت أول نادٍ في جنوب الولايات المتحدة ينضم إلى الاتحاد العام للنوادي النسائية. أُلهمت تشكيل دائرة أوسولي بعد أن زارت نادي سوروسيس النسائي في مدينة نيويورك. سُميت دائرة أوسولي تيمنًا بالفيلسوفة المتعالية والناشطة النسوية مارغريت فولر أوسولي.

### نشاطها المبكر
عرضتها رحلاتها إلى الولايات الشمالية إلى فلسفات نسوية تقدمية، وتركتها مذعورة من حالة حقوق المرأة في تينيسي، لا سيما فيما يتعلق بنقص الفرص التعليمية. كانت إحدى مبادراتها الأولى إقناع الولاية بالسماح للنساء بالالتحاق بجامعة تينيسي. في عام 1889، ألقت خطابًا «عدوانيًا» أمام نقابة المعلمين بالولاية لدعم إجراء يدعو إلى التعليم المختلط في الجامعة. على الرغم من الجهود التي بذلها مشرف الولاية فرانك إم. سميث، الذي سخر من فكرة حضور النساء لجامعة تكساس باعتبارها «مجرد سخافة»، لاقى الإجراء القبول، وبدأت جامعة تكساس بقبول النساء في 1892.